# ICHTUS
 (avril 2021).
Pour l’article homonyme, voir Ichtus (homonymie).
Pour l’article ayant un titre homophone, voir Ictus (homonymie).
ICHTUS (ou ICTUS) est une association française d'extrême droite visant « la renaissance d'une France chrétienne et forte », grâce à la formation de militants catholiques via son « Centre de formation et d'action politique », qui propose aux laïcs souhaitant s'engager en tant que catholiques militants au service de la vie sociale, politique et culturelle, de bénéficier de formations reposant sur la doctrine sociale de l'Église catholique.
Son siège social est basé à Paris (rue des Renaudes, dans le 17e arrondissement).
ICHTUS est issue de la « Cité catholique » et de l'« Office international des œuvres de formation civique et d'action culturelle et sociale selon le droit naturel et chrétien », des mouvements du Catholicisme traditionaliste et de l'extrême droite.

## Étymologie
Les noms ICTUS et ICHTUS renvoient à la symbolique chrétienne primitive du poisson, l'un des premiers symboles des chrétiens de l'Antiquité.

## Historique
L'association est héritière du « Centre d'études critiques et de synthèse » (CECS), anciennement d'abord dénommé « La Cité catholique » (association créée en 1946 par Denis Demarque, Jean Masson et Jean Ousset), rebaptisée en 1963 « Office International des Œuvres de Formation Civique et d'Action Doctrinale selon le Droit Naturel et Chrétien » puis « Office International des Œuvres de Formation Civique et d'Action Culturelle selon le Droit Naturel et Chrétien » où le mot « culturel » remplace le mot « doctrinal ».
Selon Marie-Monique Robin, La Cité catholique se vit à l'époque « comme une école de cadres catholiques, ayant pour but d'éclairer, de susciter, d'animer, tout ce qui peut tendre à promouvoir une renaissance authentiquement française — donc catholique — dans l'ordre temporel » Le pape Pie XII soutient « la Cité catholique » en 1953 en lui accordant sa bénédiction apostolique et en encourageant l'étude de la doctrine sociale de l'Église. Ce soutien pontifical s'ajoute à celui de plusieurs évêques, notamment l'archevêque de Reims Louis-Augustin Marmottin et celui de Dijon, Guillaume Sembel.
Son successeur, L'Office n'était ni un mouvement d'Action catholique ni un parti confessionnel, mais un centre de formation dirigé par des laïcs, ancré dans la tradition conservatrice. Il était structuré en cellules, publiait une revue mensuelle, Permanences, et organisait chaque année un congrès à Lausanne. Cet évènement réunissait des dizaines de mouvements, de magazines et d'organisations internationales. Par exemple en avril 1968, le congrès, qui rassemblait 2 700 participants, avait pour thème « Le sens de l'histoire ».
À ce centre ont succédé plusieurs associations dont : 
- l'« Institut culturel et technique d'utilité sociale » (ICTUS) en 1981, initialement centré sur la formation générale des animateurs de l'Œuvre ;
- l'association Montalza renommée le 1er juillet 2006 « Ichtus au service de la Cité »[7],[8].

Les satellites spécialisés par domaine de responsabilité se développent. A cette fin, elle s'appuie sur un réseau composé entre autres du Centre d'étude des entreprises, de l'Action familiale et scolaire, d'un Comité des étudiants pour les libertés universitaires (CELU) et du Centre d'étude et de recherche des cadres,.
Gustave Thibon, écrivain et philosophe français, en est un compagnon de route et participe entre 1965 et 1985, aux congrès de l'Office puis de ICTUS. Il écrit de nombreux articles au sein de la revue « Permanence ». Plus qu'un simple compagnon de route, Thibon défend publiquement l'Office lorsque celle-ci se fait dénigrer. Dans une déclaration publié dans « Verbe » en 1962, Gustave Thibon signe au coté du maréchal Alphonse Juin et du général Maxime Weygand une publication pour déplorer« les dénigrements et agressions morales » dont était victime la Cité Catholique et apportent « notre sympathie et nos encouragements ».
Pour insister sur l'importance de l'action et du réseau plutôt que sur le seul travail intellectuel, ICTUS se transforme en 1997 en « Centre de formation à l'action civique et culturelle selon le droit naturel et chrétien » qui, dans un souci de plus grande visibilité, reprend en 2006 la dénomination d'ICHTUS.
Jean Ousset, jusqu'à la fin de sa vie, quoique n'exerçant plus de responsabilités dans l'organisation, se consacra au « combat culturel », persuadé, dans une perspective gramsciste, que « la prise du pouvoir politique […] nécessite au préalable la prise du pouvoir idéologique et culturel »
Le nom complet actuel de l'association est « Ichtus au service de la Cité », elle est située à Paris au 49, rue des Renaudes, d'où son nom usuel de « Rue des Renaudes ».
Au colloque de 2019, la messe d'envoi est célébrée par le cardinal Barbarin.

## Orientation politique
Comme la Cité catholique dont elle est issue, Ichtus est considérée par de nombreux médias comme proche de l'extrême-droite catholique traditionaliste,,,. Cependant pour défendre sa présence à une université d’été d’Ichtus en 2023, l’évêque de Nanterre évoque un recentrage de l’association vis-à-vis de la doctrine sociale de l’Eglise.
Officiellement, Ichtus cherche à se démarquer de certains mouvements traditionalistes. Ainsi, le 14 août 2023, à la suite de propos antisémites tenus par Pierre Hillard lors d’une université d’été organisée par le mouvement intégriste Civitas, des propos dans lesquels il établissait un lien entre nationalité et religion, Benoît Dumoulin, directeur d’Ichtus, a publié une tribune dans FigaroVox. Dans ce texte, il condamne ces affirmations, les qualifiant selon lui de fausses sur le plan historique et contraires à la tradition catholique.
Selon Jean Yves Camus l’association reprend le fonctionnement de la Cité catholique en ayant une double action : gagner des positions d’influence dans la société civile et former des décideurs, des élus. Si Ichtus refuse le militantisme politique de manière classique, ses membres sont au contraires des militants actifs dans les sphères conservatrices. Ils agissent dans les mouvements anti avortement, contre le mariage homosexuel ou bien contre l’euthanasie. Guillaume de Prémare est par ailleurs l’ancien président de la Manif pour tous.
Ichtus joue un rôle dans la réflexion sur le communautarisme catholique au sein de la droite conservatrice catholique. Il défend une société structurée autour de « communautés naturelles » enracinées dans l’histoire et la politique, tout en adoptant une position nuancée sur la question du communautarisme. Opposé à tout repli identitaire, Ichtus distingue la reconnaissance des corps intermédiaires d’un isolement sectaire. En mars 2005, Permanences, consacre un numéro à cette question. Mgr Dominique Rey encourage une approche missionnaire en proposant d’organiser l’Église autour de « communautés missionnaires ». Celles-ci, loin de constituer un repli, doivent revitaliser le tissu social et donner au catholicisme une visibilité renouvelée. Ainsi en janvier 2019, face au mouvement des Gilets jaunes, Guillaume de Prémare, a contribué à la rédaction de l'« Appel pour un nouveau catholicisme social », publié dans La Vie. Ce texte encourageait les catholiques à renouer avec leur engagement social et à réfléchir aux fractures révélées par cette crise. Il mettait en avant la nécessité d'un catholicisme social renouvelé, capable de répondre aux défis contemporains.
En juin 2024, à l’occasion des élections législatives Guillaume de Prémare publie une tribune dans La Croix en réponse aux prises de position de certains chrétiens appelant à faire barrage à l’extrême droite. Il y dénonce ce qu’il considère comme une instrumentalisation de l’Évangile à des fins politiques, visant à empêcher un choix en conscience. Selon lui, l’Évangile ne doit pas être utilisé pour justifier ou exclure des opinions politiques, mais doit servir à éclairer les consciences et favoriser le discernement.

## Formation
L’association Ichtus organise des formations pour les jeunes, notamment à travers des universités d’été. Lors de l'édition 2023, elle a accueilli des philosophes conservateurs comme Chantal Delsol et Rémi Brague, ainsi que des chroniqueurs médiatiques tels que Laurent Dandrieu et Mathieu Bock-Côté, connu pour ses prises de position conservatrices sur CNews et dans le Figaro.

## Gouvernance
Depuis 2021, l'association est présidée par Thomas Schmitz alors âgé de 38 ans et directeur des investissements d'une société de gestion parisienne. Neveu de Jean-Marie Schmitz, ancien président d'Ichtus, il succède à Bruno de Saint Chamas, président pendant plus de dix ans ; il est assisté de Frantz Toussaint (trésorier). Son directeur est Benoît Dumoulin, nommé en 2020, et son délégué général est Guillaume de Prémare, également rédacteur en chef de la revue Permanences.

## Prix
Le 13 juin 2023, Ichtus est l'une des quatre associations qui reçoit le prix « Doctrine Sociale de l'Église et Évangélisation », créé par l'association des Chevaliers pontificaux et remis par le nonce apostolique en France, Celestino Migliore. Ce prix récompense et soutient les initiatives d'évangélisation promouvant la diffusion et l'application de la doctrine sociale de l'Église en France. L'association des Chevaliers pontificaux est décrite par Libération comme une « officine ultraréactionnaire ».

## Publications
L'association publie une revue intitulée Permanences.